# Klooster van de Zusters van de Miséricorde (Maastricht)
Het Klooster van de Zusters van de Miséricorde, ook Maison de la Miséricorde, is een 19e-eeuws voormalig klooster en opvoedingsgesticht met twee kapellen in het centrum van de Nederlandse stad Maastricht. Een deel van het complex aan de Capucijnenstraat en het Miséricordeplein in de buurt Statenkwartier is beschermd als rijksmonument; de overige gebouwen zijn een gemeentelijk monument.

## Geschiedenis
De congregatie van de Soeurs de la Miséricorde ("Zusters van Barmhartigheid") werd in 1819 gesticht te Luik, toen nog in het Verenigd Koninkrijk der Nederlanden. De zusters hielden zich bezig met de huisvesting, verzorging en verpleging van verwaarloosde en "zedelijk vervallen" vrouwen en meisjes (boven de schoolplichtige leeftijd). In 1856 vestigden de zusters zich, op aansporen van Louis Hubert Rutten, in Maastricht. Een jaar later werden ze officieel ingeschreven als voldoend aan artikel 7 van de Armenwet van 1854.
Rutten bezorgde de zusters het huis Capucijnenstraat 45, inclusief inrichting en een startkapitaal van 25.000 francs. Het huis lag vlak bij het oorspronkelijke onderkomen van zijn eigen congregatie, de Broeders van Maastricht. Hier en in het aangrenzende pand (nr 43) werd het Maison de la Miséricorde ondergebracht voor de opvang van kansarme meisjes en vrouwen. Van 1959-73 heette deze instelling Jeugdcentrum Borneweide. Achter de straatgevels van de panden aan de Capucijnenstraat verrezen eind 19e eeuw de kloostergebouwen. Twee vleugels van het voormalige Capucijnenklooster werden omstreeks 1880 verbouwd tot wasserij. Begin twintigste eeuw breidden de zusters hun activiteiten in de Maastrichtse jeugdzorg verder uit met een tehuis voor jongvolwassen wezen in de Sint Pieterstraat (St.-Vincentiusgesticht) en een opvangcentrum voor schoolplichtige meisjes in Amby (Huize Severen). Van 1922 tot aan zijn dood in 1959 was Gerrit van Rijt (vanaf 1947 mgr. J.G. van Rijt) directeur van deze opvanghuizen.
Rond 1970 vertrokken de zusters en werd het complex overgenomen door de gemeente Maastricht. Het klooster werd ingrijpend verbouwd, waarbij veel historische elementen verdwenen. Er kwamen voornamelijk vergaderruimten en kantoren in het gebouw, dat vanaf 1979 City-Centrum werd genoemd. Het City-Centrum werd gerund door de welzijnsorganisatie Trajekt. Van 1985 tot 2016 was in het voormalig wasserijgebouw het filmhuis Lumière Cinema gevestigd. Rond 1990 werd aan de oostzijde van het complex het Miséricordeplein aangelegd met nieuwbouwwoningen in een postmoderne stijl. Aan de noordzijde van het kloostercomplex werd van 2014 tot 2021 het bouwplan Lindenkruis gerealiseerd op het voormalige terrein van de Nutsbedrijven.
In 2015 verkocht de gemeente Maastricht het complex aan een projectontwikkelaar, die hier een zorggemeenschap wilde huisvesten, te exploiteren door een particuliere zorgaanbieder. Aan de kant van de Capucijnenstraat zouden ongeveer 20 luxe zorgwoningen komen, aan de kant van het Miséricordeplein enkele zorgwoningen en ondersteunende zorg- en maatschappelijke functies. Het is niet bekend wanneer het project zal worden opgeleverd. Wel is in 2017 de restauratie begonnen.
Op de Algemene Begraafplaats Tongerseweg hebben de zusters een eigen grafkapel.

## Erfgoed

### Panden Capucijnenstraat
Capucijnenstraat 43 en 45 zijn huizen met lijstgevels uit het 3e kwart van de 18e eeuw. Nummer 45 heeft een koetspoort met een gebeeldhouwde omlijsting van Naamse steen. In de achtergevel bevindt zich een soortgelijke poort. De achterhuizen zijn gebouwd op oudere kelders, die nu nog aanwezig zijn. Het rechterdeel van het pand, Capucijnenstraat 45, is samen met het hieronder beschreven Huis in de Tuin geklasseerd als rijksmonument (nr. 26934). Het naastliggende pand op nummer 43, vroeger eveneens deel uitmakend van het Maison de la Miséricorde, heeft geen monumentenstatus. In het linkerdeel van dit pand bevindt zich een poortdoorgang die toegang geeft tot het kloosterterrein.

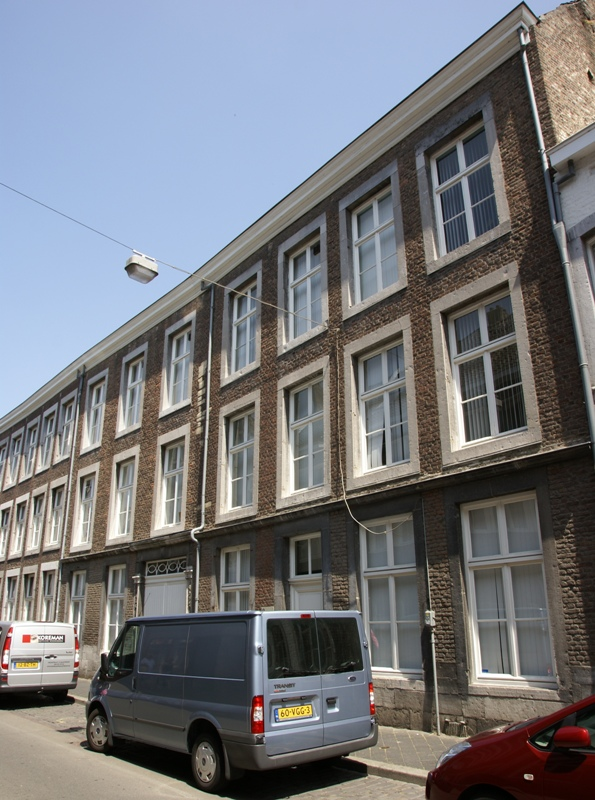
Capucijnenstraat 43-45
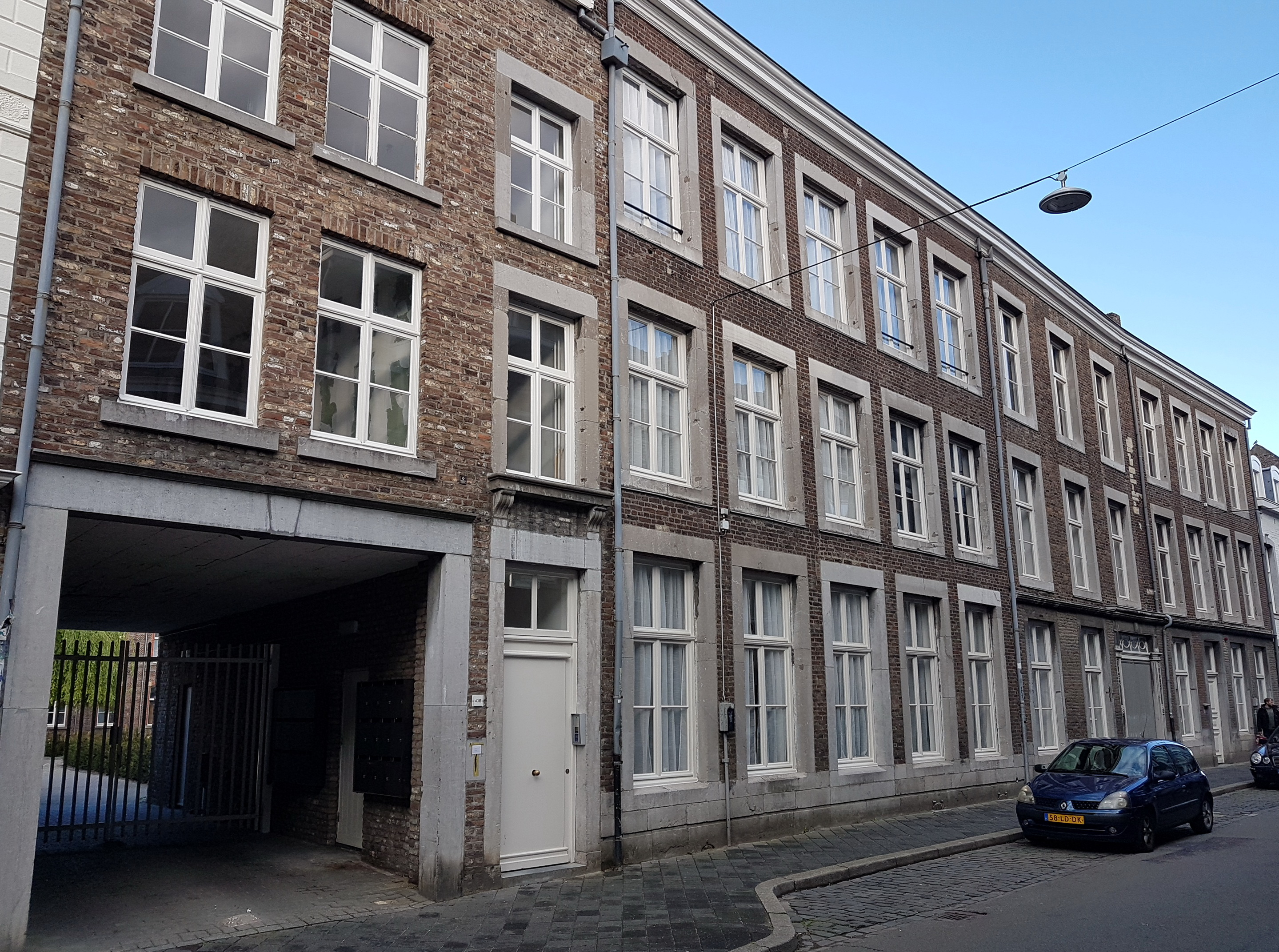
Idem met poortdoorgang
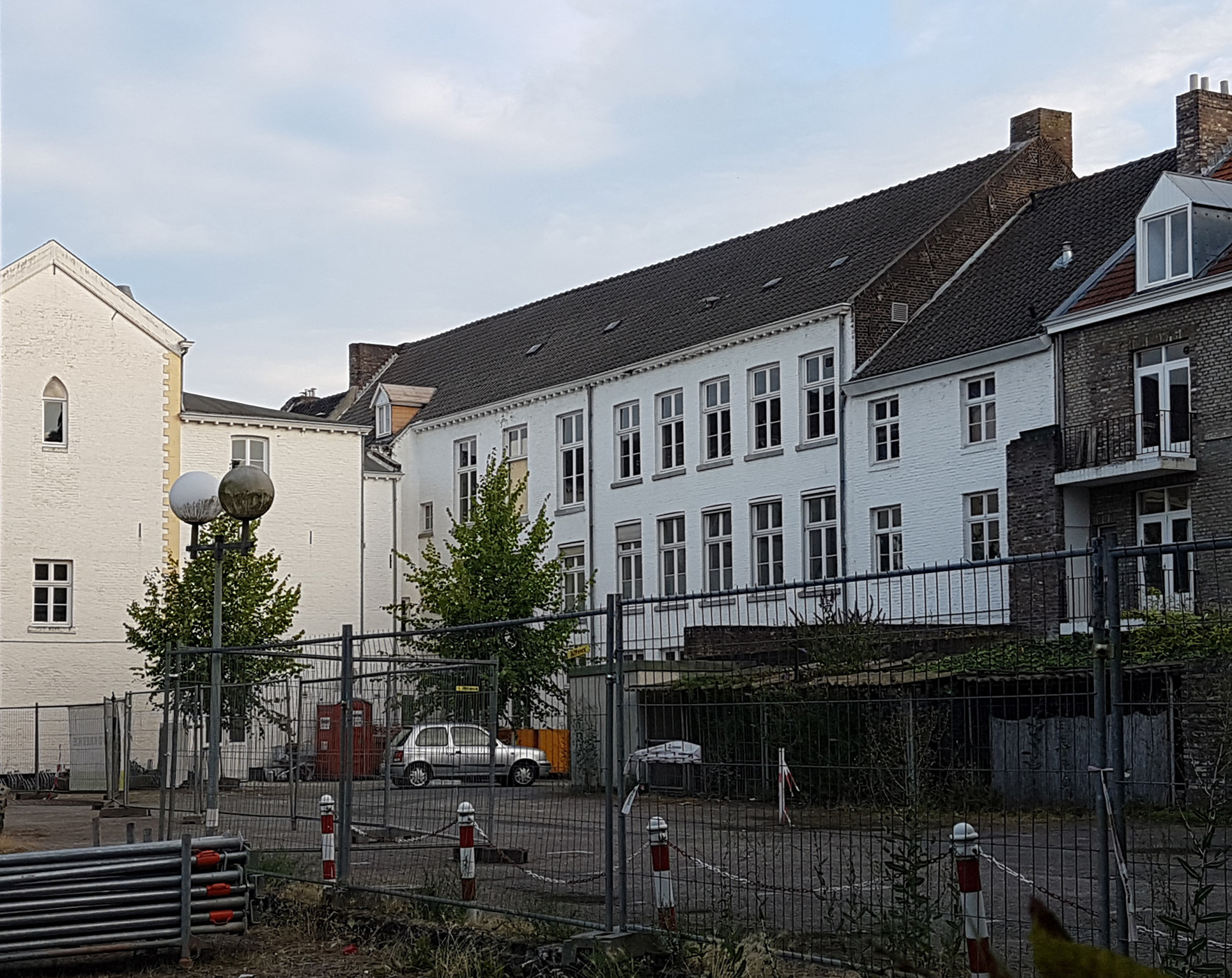
Achterkant panden
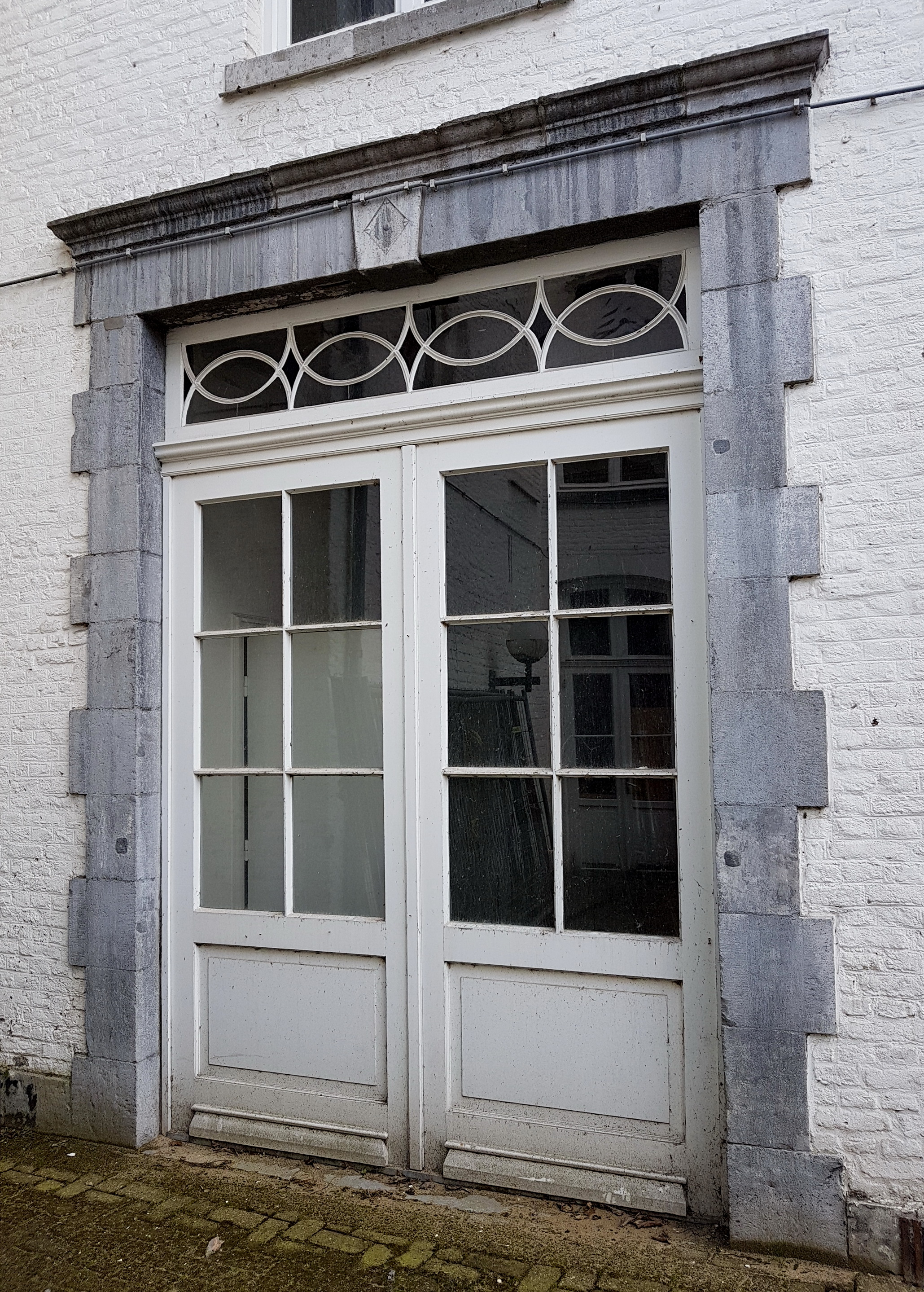
Poort tuinzijde

### Kloostervleugels
De tussen de Capucijnenstraat en het Miséricordeplein gelegen kloostervleugels en -kapellen zijn geklasseerd als gemeentelijk monument (nr. 1277). Dit complex bestaat uit twee haaks op elkaar staande kloostervleugels en twee kapellen. De bouwdelen vormen een min of meer gesloten vierkant, waarbinnen een kloostertuin ligt. De glazen buitengangen rondom deze tuin werd in 1978 vervangen door de huidige. Ten noorden van het klooster ligt een parkeerterrein. De westelijke kloostervleugel werd gebouwd in 1898 en wordt gedekt door een mansardedak. Deze vleugel bevatte onder meer de was- en strijkinrichting van het klooster en gesticht. Omstreeks 1908 werd de oostelijke kloostervleugel hieraan toegevoegd. De naar buiten gekeerde gevels zijn sober en vrij gesloten; in de loop van de 20e eeuw zijn hier extra ramen toegevoegd. In het interieur zijn alleen de trappenhuizen origineel.

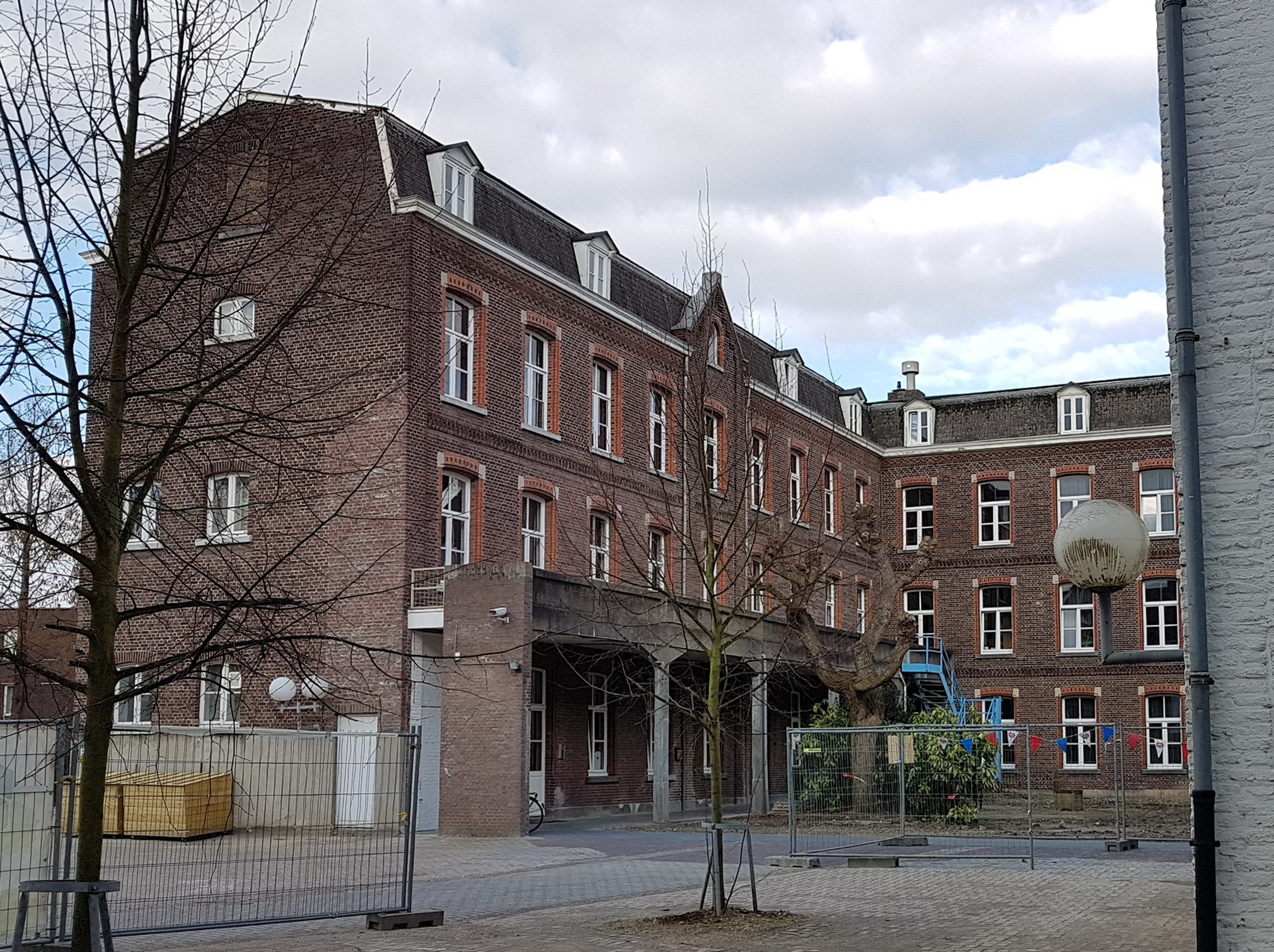
L-vormige kloostervleugels vanaf het kloosterterrein
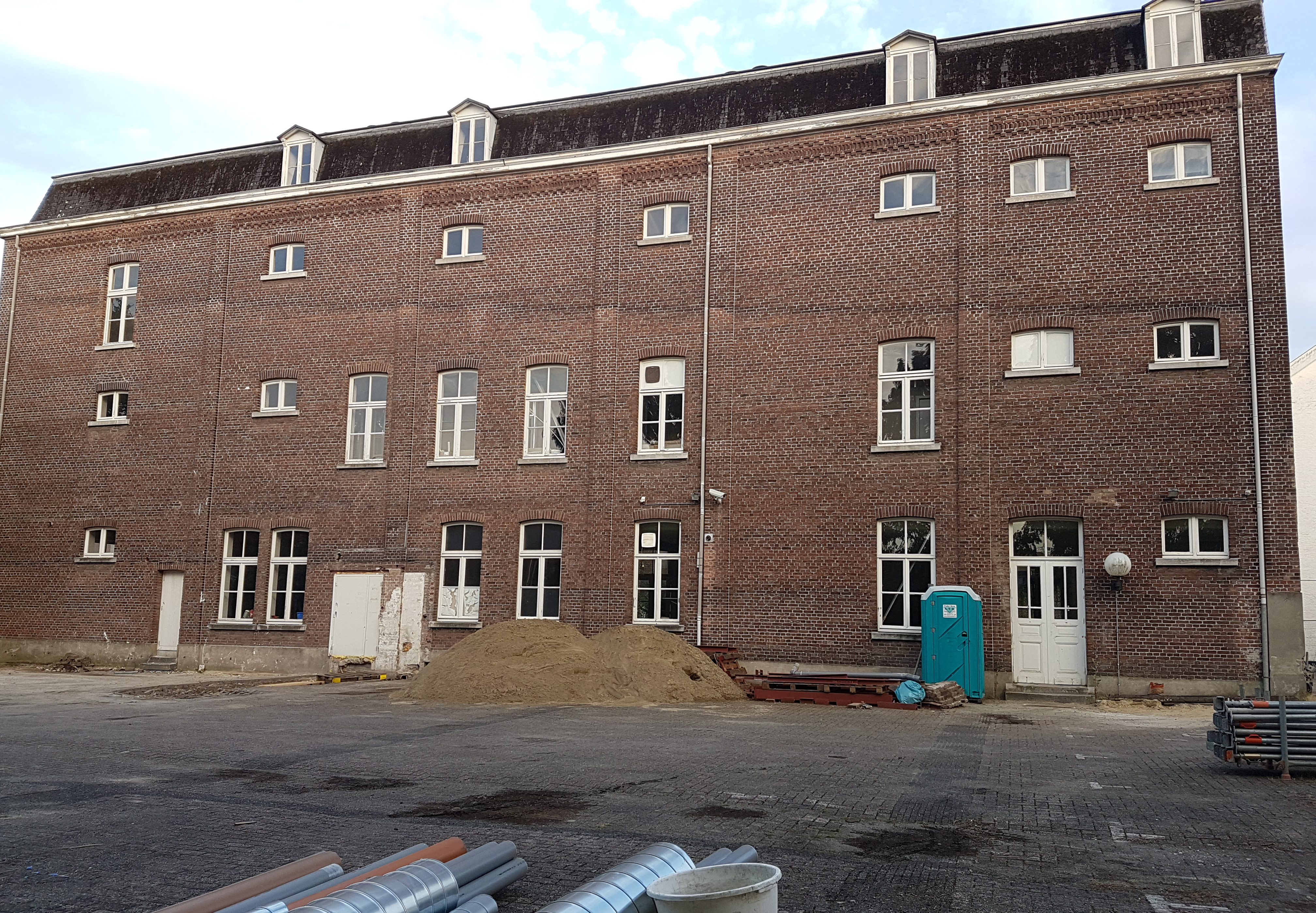
Westvleugel vanaf de Apostelengang
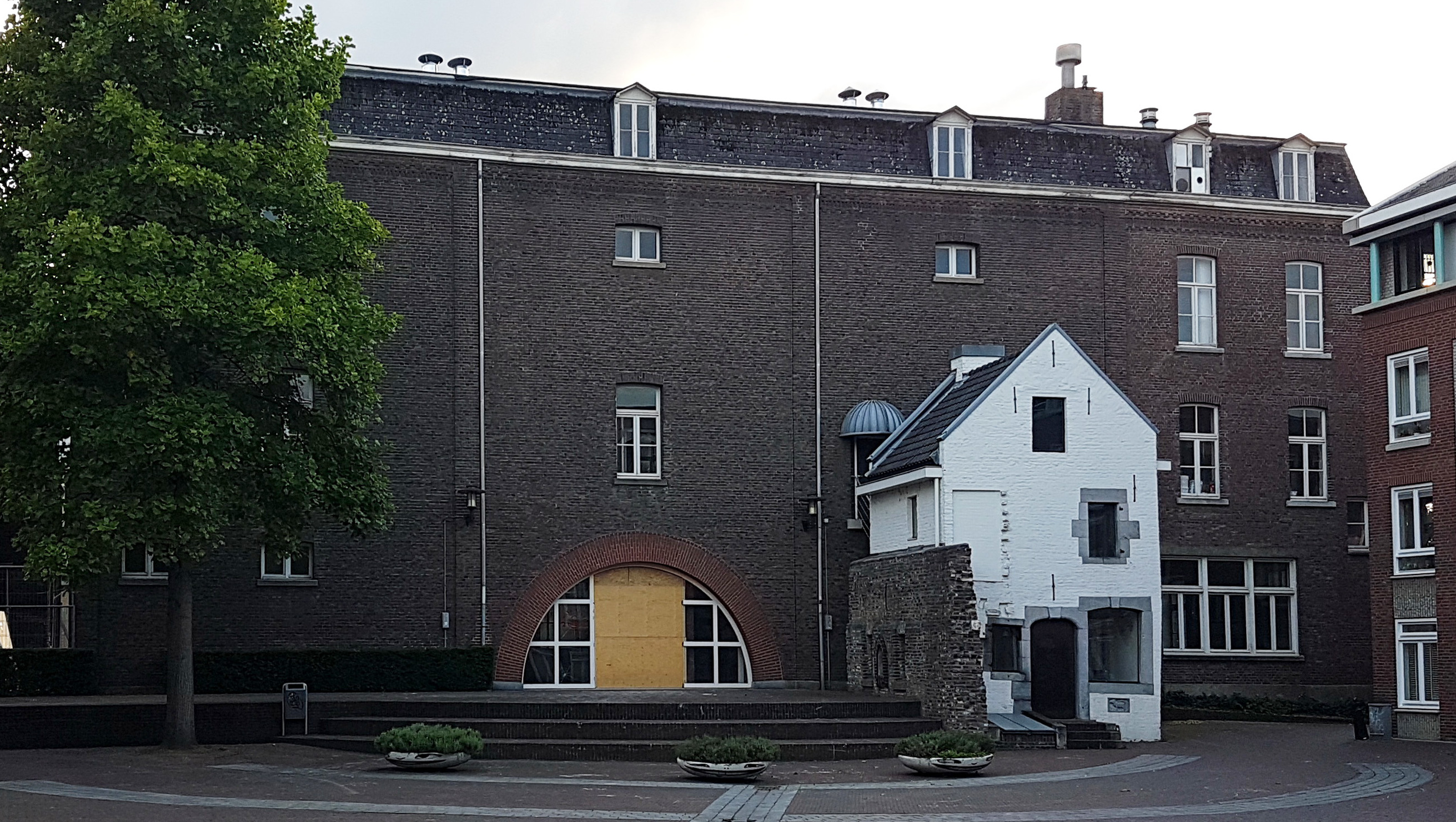
Oostvleugel vanaf het Miséricordeplein
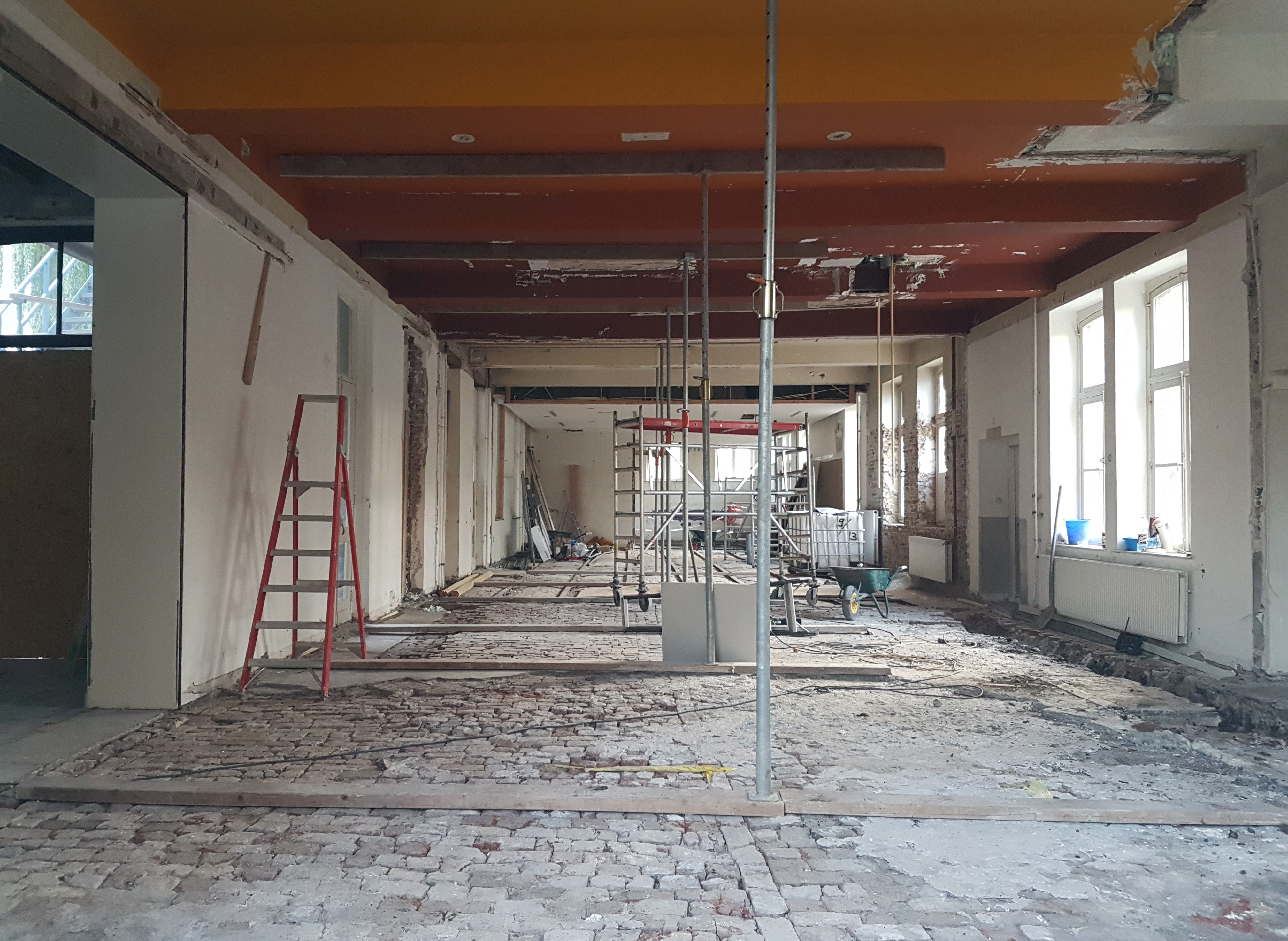
Interieur oostvleugel tijdens restauratie, 2017

### Kloosterkapellen
Het Miséricordeklooster beschikte over twee neogotische dubbelkapellen, beide dus met gescheiden boven- en benedenkapel. Beide kapellen zijn opgetrokken uit baksteen; de zusterkapel is op een onbekend tijdstip wit en geel gesausd, waarbij de gele verf enkele mergelstenen details benadrukt. Het exacte bouwjaar van de zusterkapel is niet bekend (ca. 1856?). De kapel is eenbeukig met vijf traveeën zonder koor. De spitsboogvensters op de bovenverdieping aan de oostzijde worden van elkaar gescheiden door lisenen, die ooit met heiligenbeelden waren versierd. Daarvan resteren slechts de sokkels en neogotische baldakijnen. Onder de spitsboogvensters is in stucreliëf een Latijnse tekst aangebracht. De vensters op de benedenverdieping zijn zeer eenvoudig. De korte noord- en zuidgevels zijn vrijwel onversierd. Aan de westzijde is de kapel geheel ingebouwd. Het oorspronkelijke interieur is nagenoeg verdwenen, op enkele restanten van schilderingen boven de moderne zoldervloer na.
De zogenaamde lekenkapel uit 1896 is georiënteerd en staat haaks op de zusterkapel, die niet-georiënteerd is. De lekenkapel bestaat uit een westelijk voorportaal, een eenbeukig schip van vier traveeën en een zeszijdige koorsluiting. De kapel werd in de jaren 1970 ingrijpend gemoderniseerd ten behoeve van het City-Centrum, waarbij het oorspronkelijke interieur verloren is gegaan.

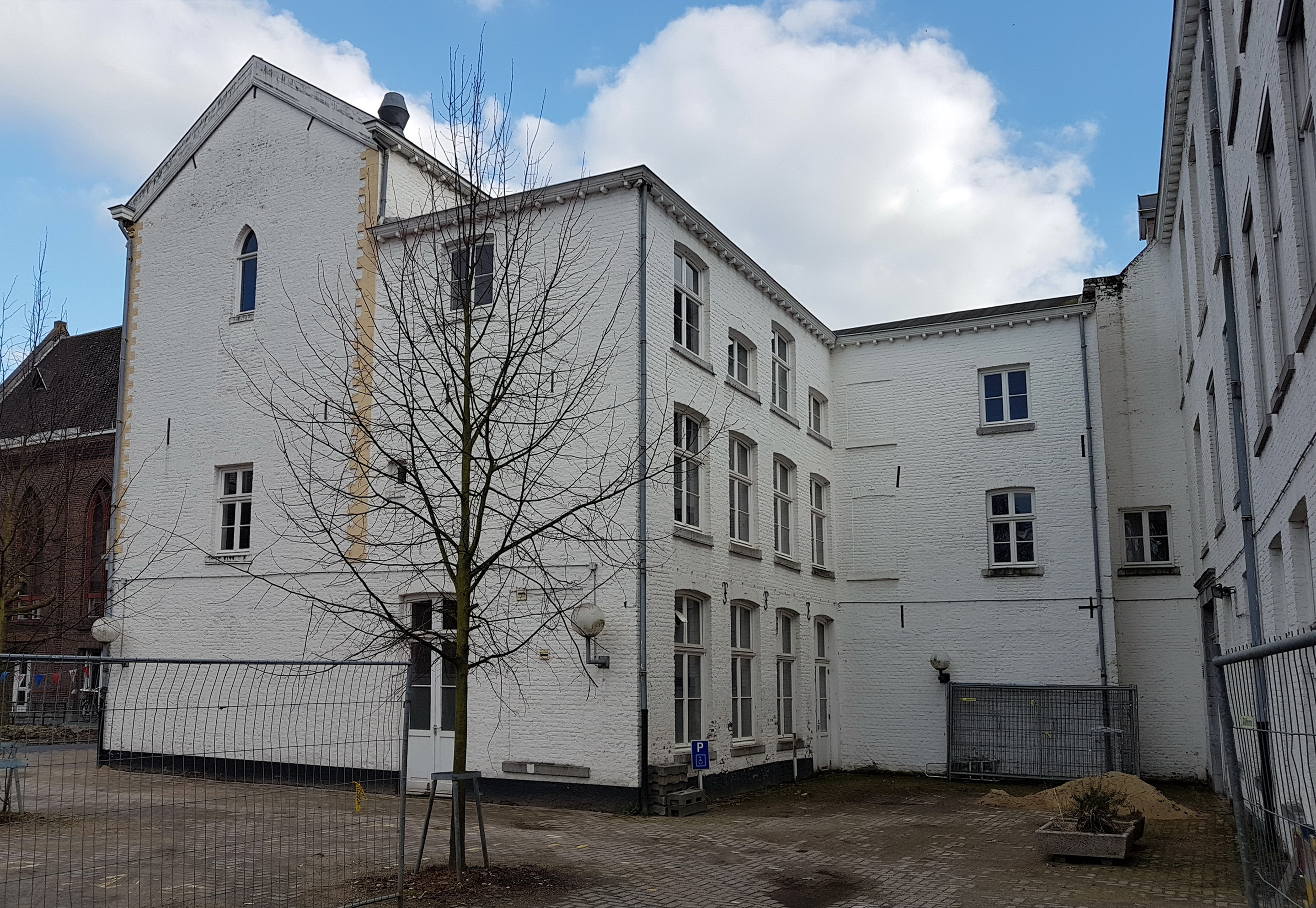
Ingebouwde zusterkapel
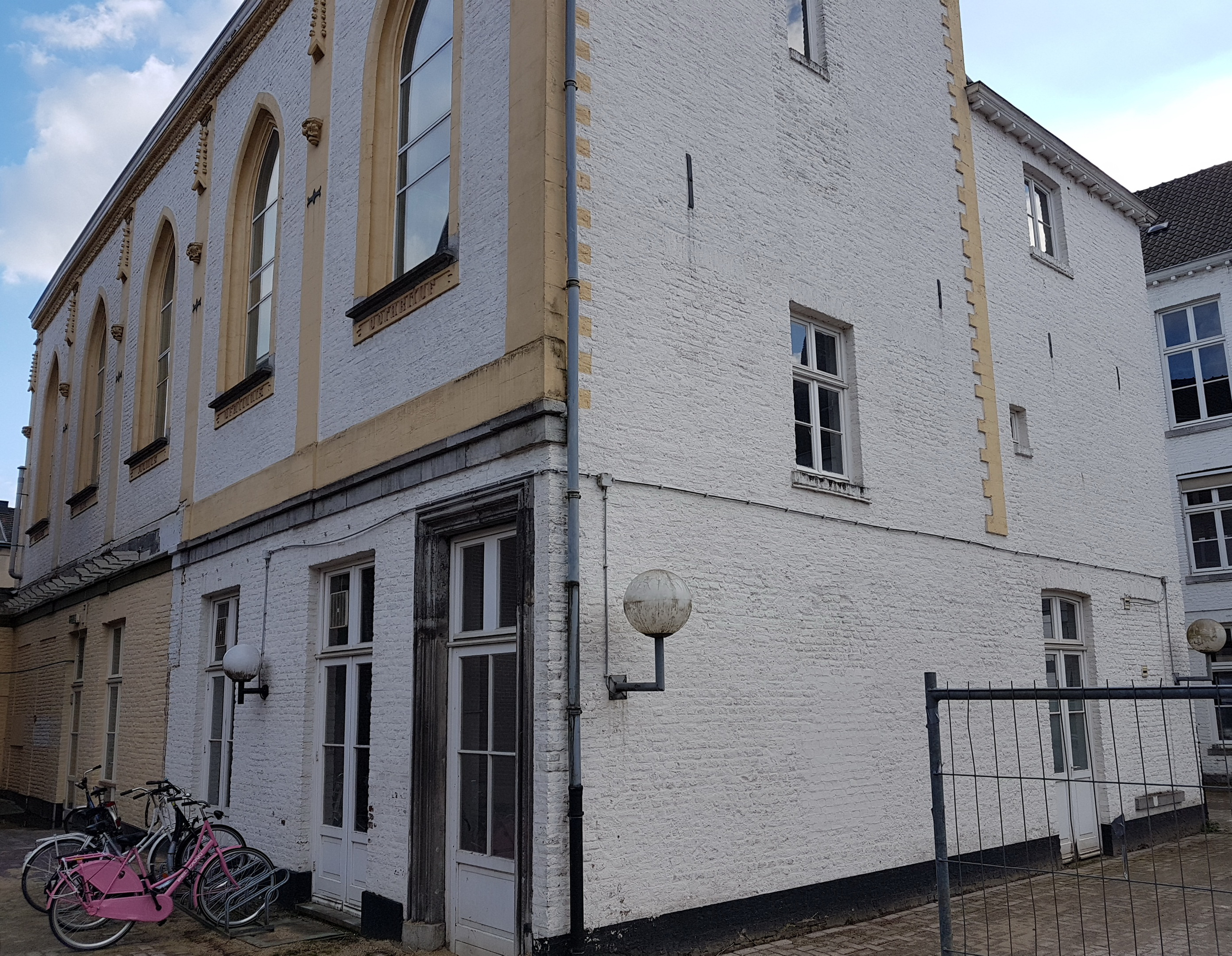
Idem, noord- en oostgevel
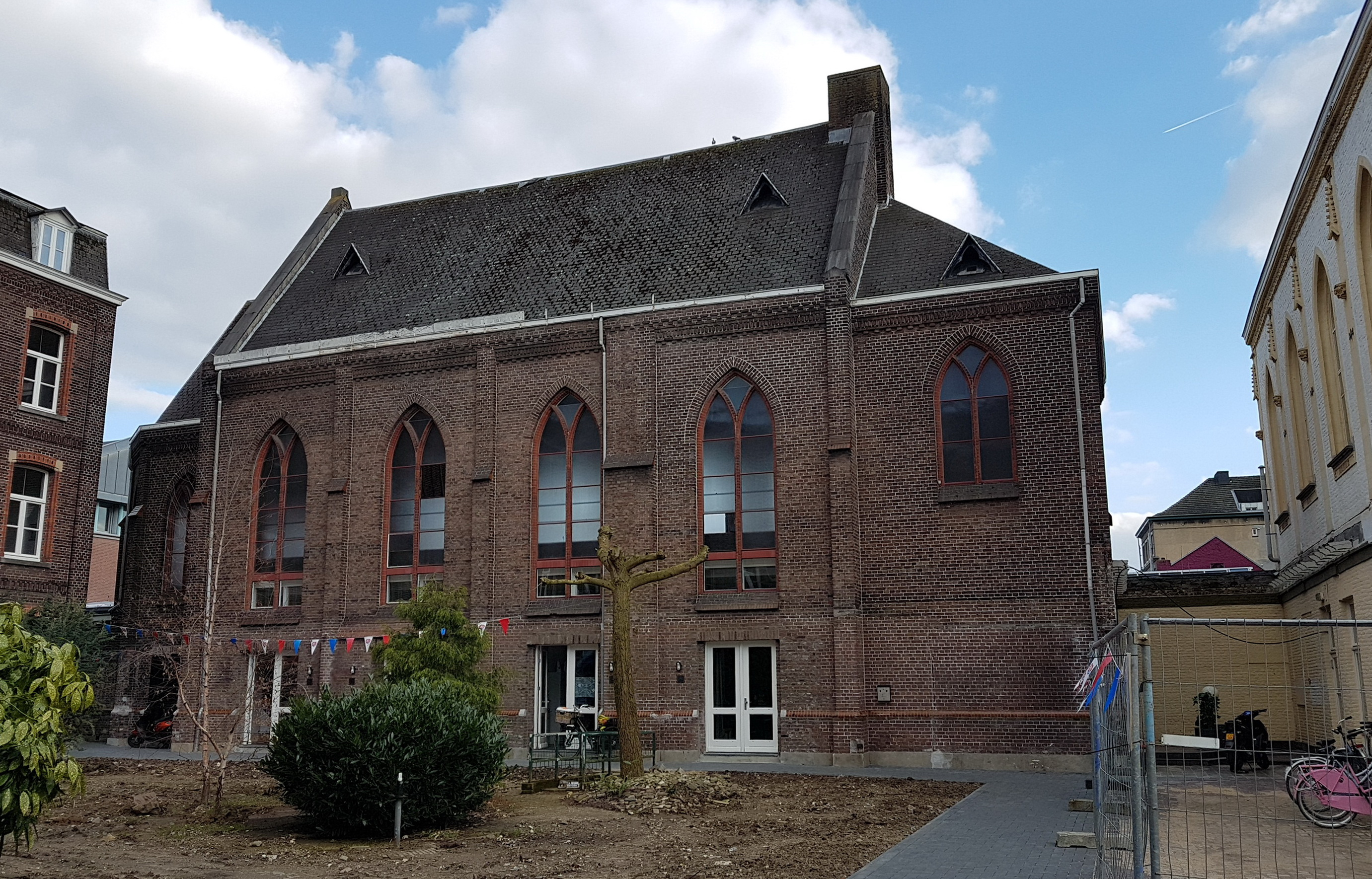
Lekenkapel
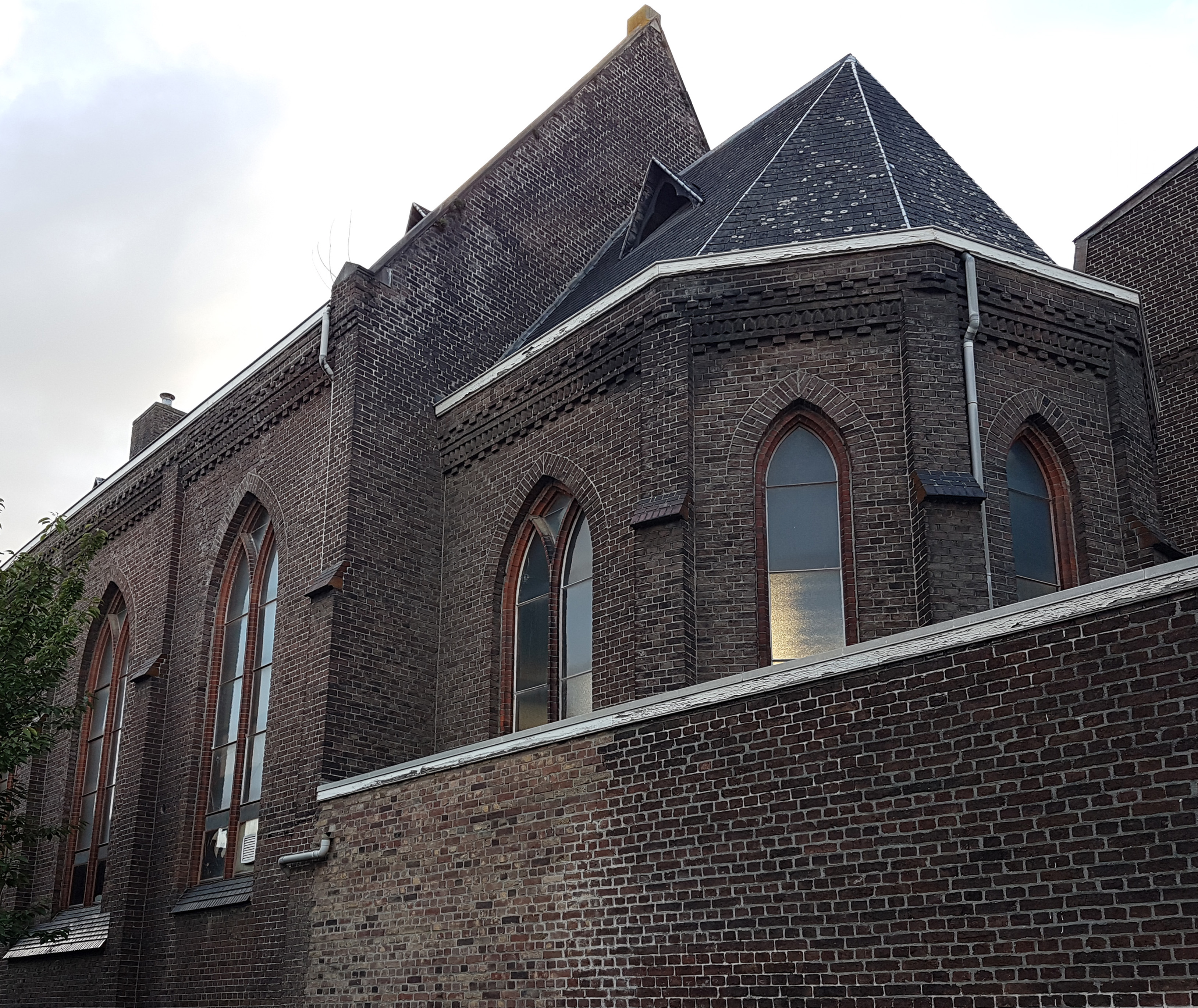
Idem, detail koor

### Huis in de Tuin
Aan de kant van het Miséricordeplein ligt een huisje met asymmetrische gevels uit de eerste helft van de 16e eeuw, 'Huis in de Tuin' of 'Pesthuisje' genoemd. Vroeger lag dit op het armenkerkhof in de tuin van het Capucijnenklooster. Een deel van de ommuring van de begraafplaats in bewaard gebleven aan de zuidzijde van het huisje. Het Huis in de Tuin ligt dicht tegen de oostvleugel van het Miséricordeklooster, waarmee het verbonden is door middel van een moderne trap/loopbrug. Van dit huis werd vermoed dat het ooit als pesthuis dienstdeed, waarschijnlijk ten onrechte. Mogelijk is een muurfragment aan de zuidwestzijde een overblijfsel van de kerkhofommuring. In de voorgevel is een zwarte gevelsteen met een afbeelding van een hond(?) ingemetseld. Het huis bezit een kelder met een kruisribgewelf. Op de begane grond zijn nog een oude tegelvloer, decoratief stucwerk en een schoorsteenmantel aanwezig. Deze laatste is versierd met een tegeltableau met een Calvariegroep, mogelijk van Johannes Aalmis uit Rotterdam.

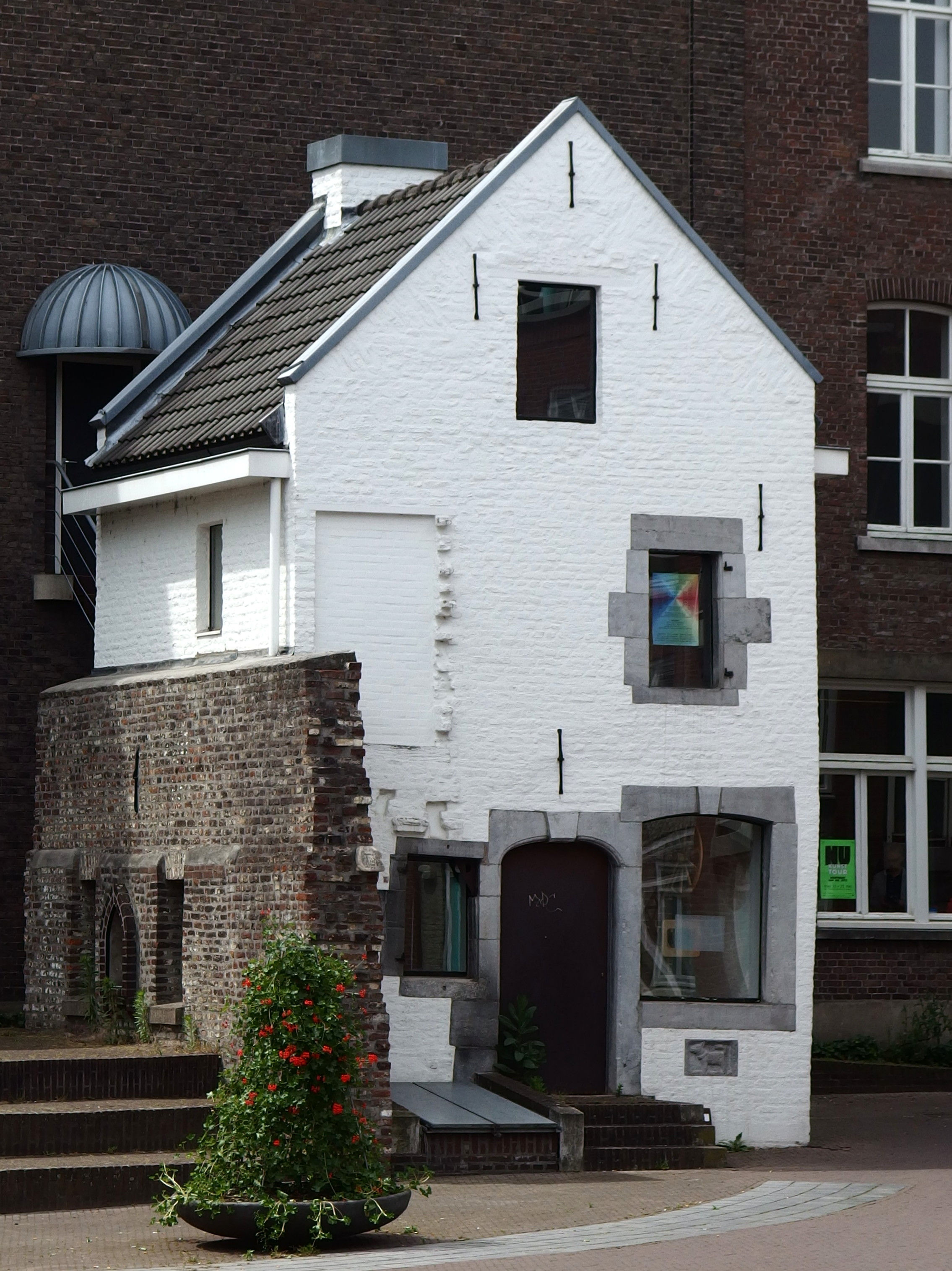
Huis en muurfragment
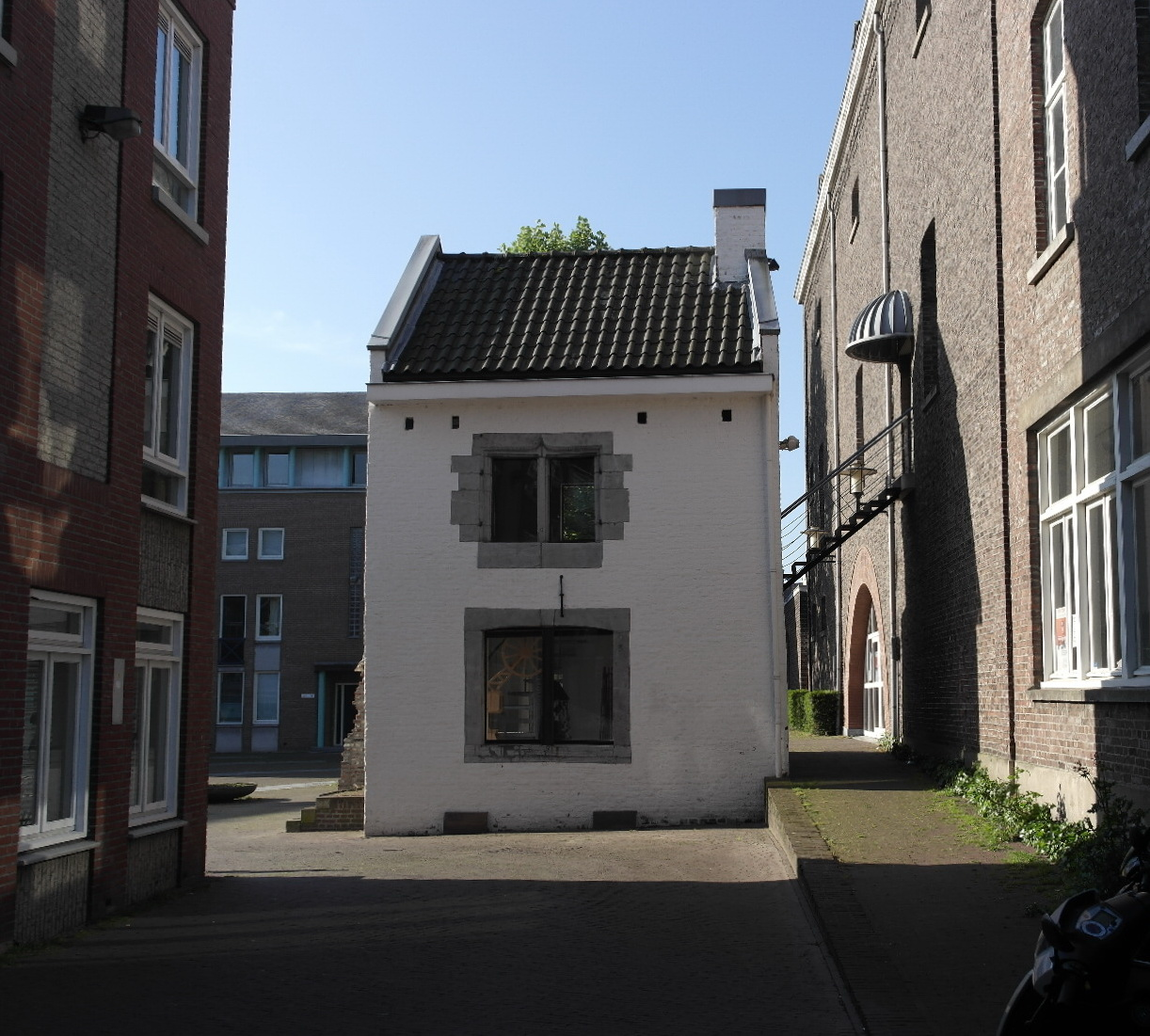
Noordgevel en trap/loopbrug
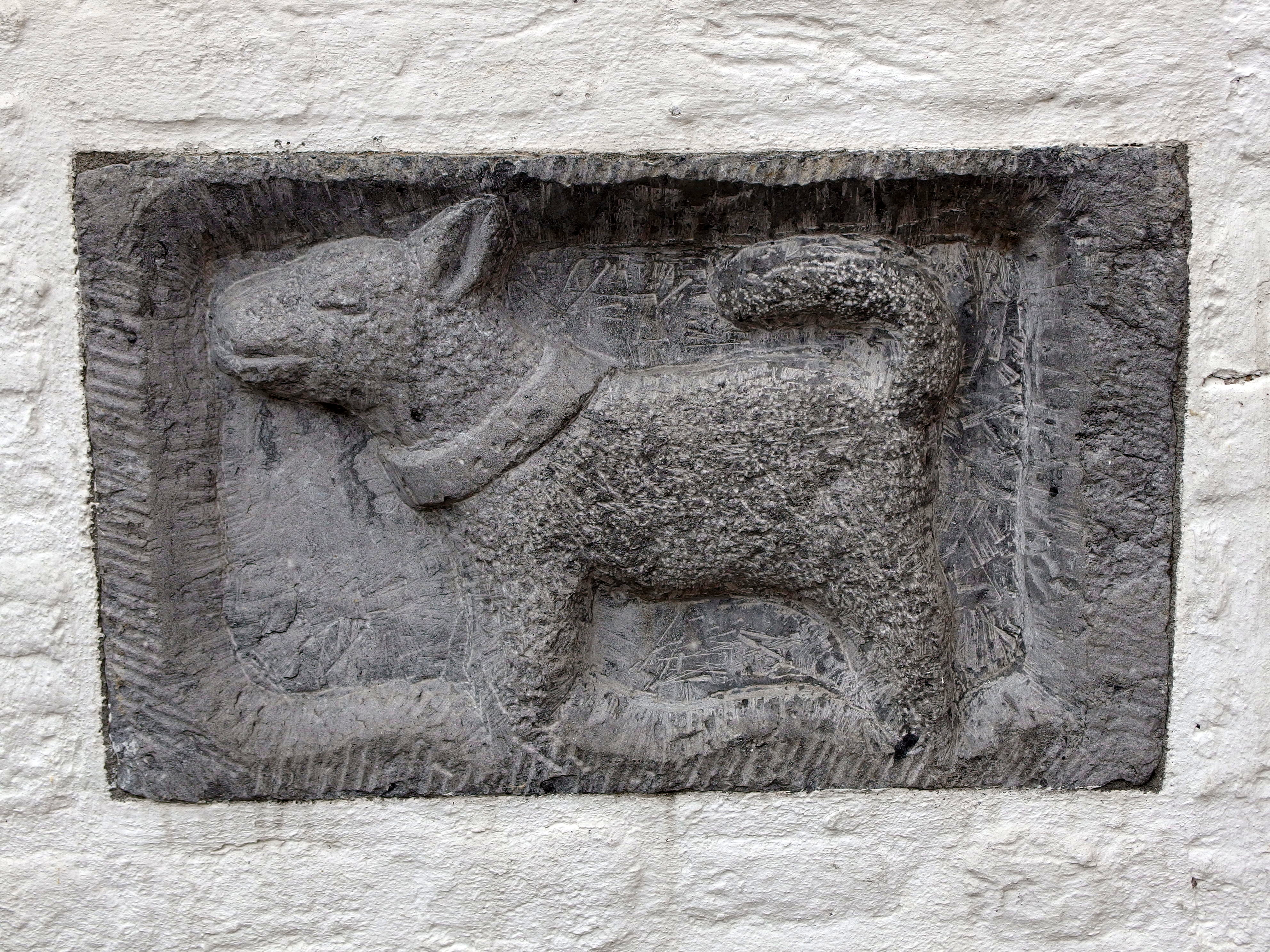
Gevelsteen met hond
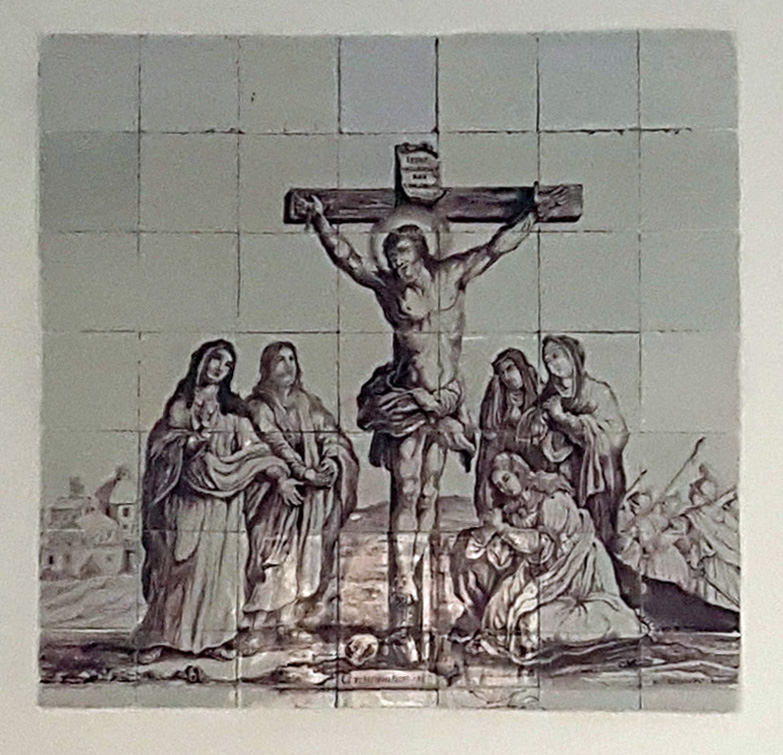
Tegeltableau interieur

### Miséricordeplein en voormalige wasserij
De openbare ruimte van het Miséricordeplein is in 1992 ontworpen door Bruno Albert. Hardstenen rechte en gebogen lijnen vormen een regelmatig patroon op het met rode bakstenen geplaveide plein. Tegen de gesloten gevel van het klooster richtte hij een podium op. De woongebouwen aan het plein hebben een postmodernistisch tintje. Het zuidelijk blok is ontworpen door Bureau Gulikers; het noordelijk blok door Swinkels Passchier.
Het voormalige wasserijgebouw is een gemeentelijk monument. Het bestaat uit een L-vormig complex van baksteen met deels roze geschilderde muren. Aan de kant van de Bogaardenstraat bevindt zich een smalle trapgevel. De twee vleugels omsluiten het gebouw van de Synagoge van Maastricht.

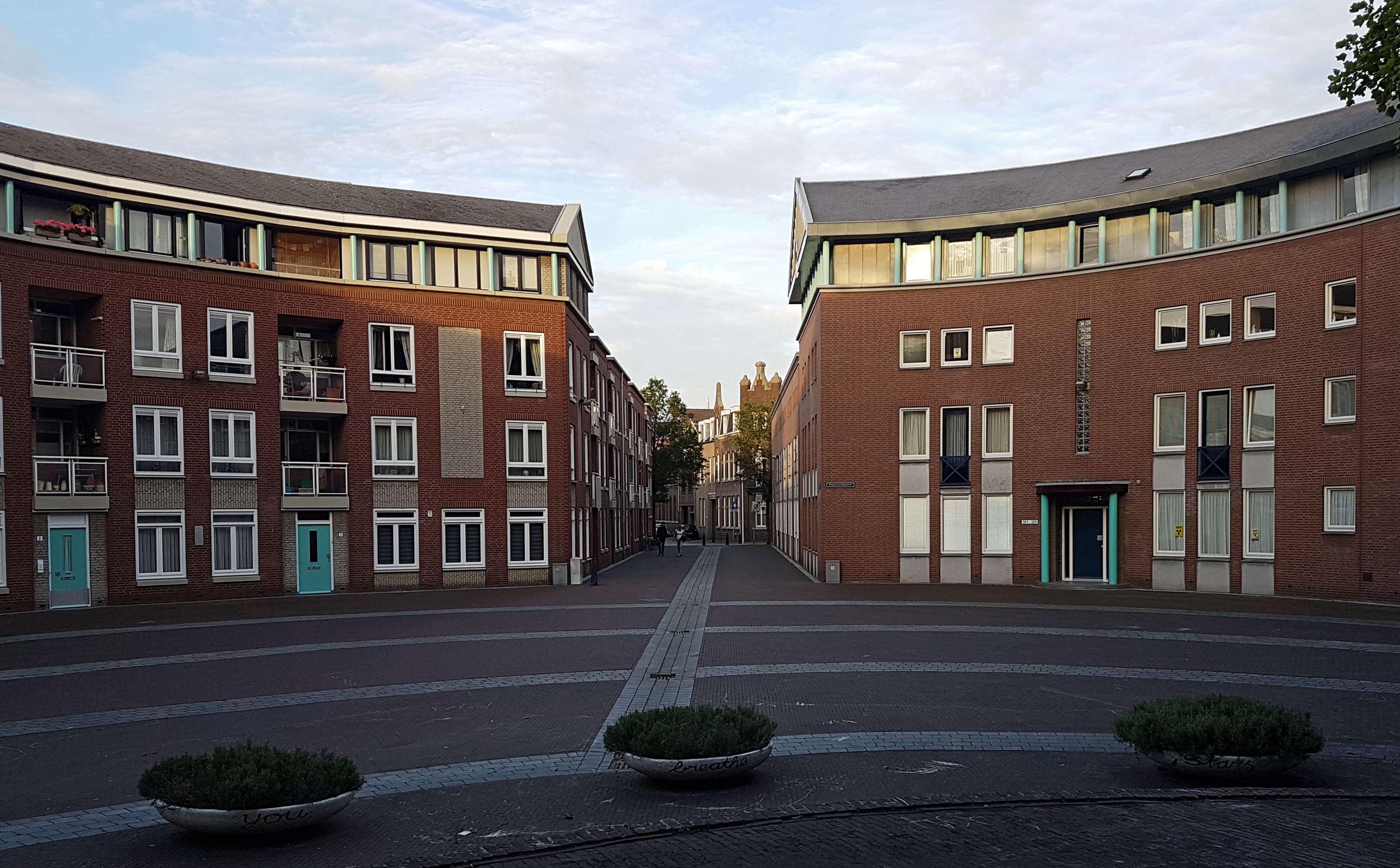
Oostzijde Miséricordeplein
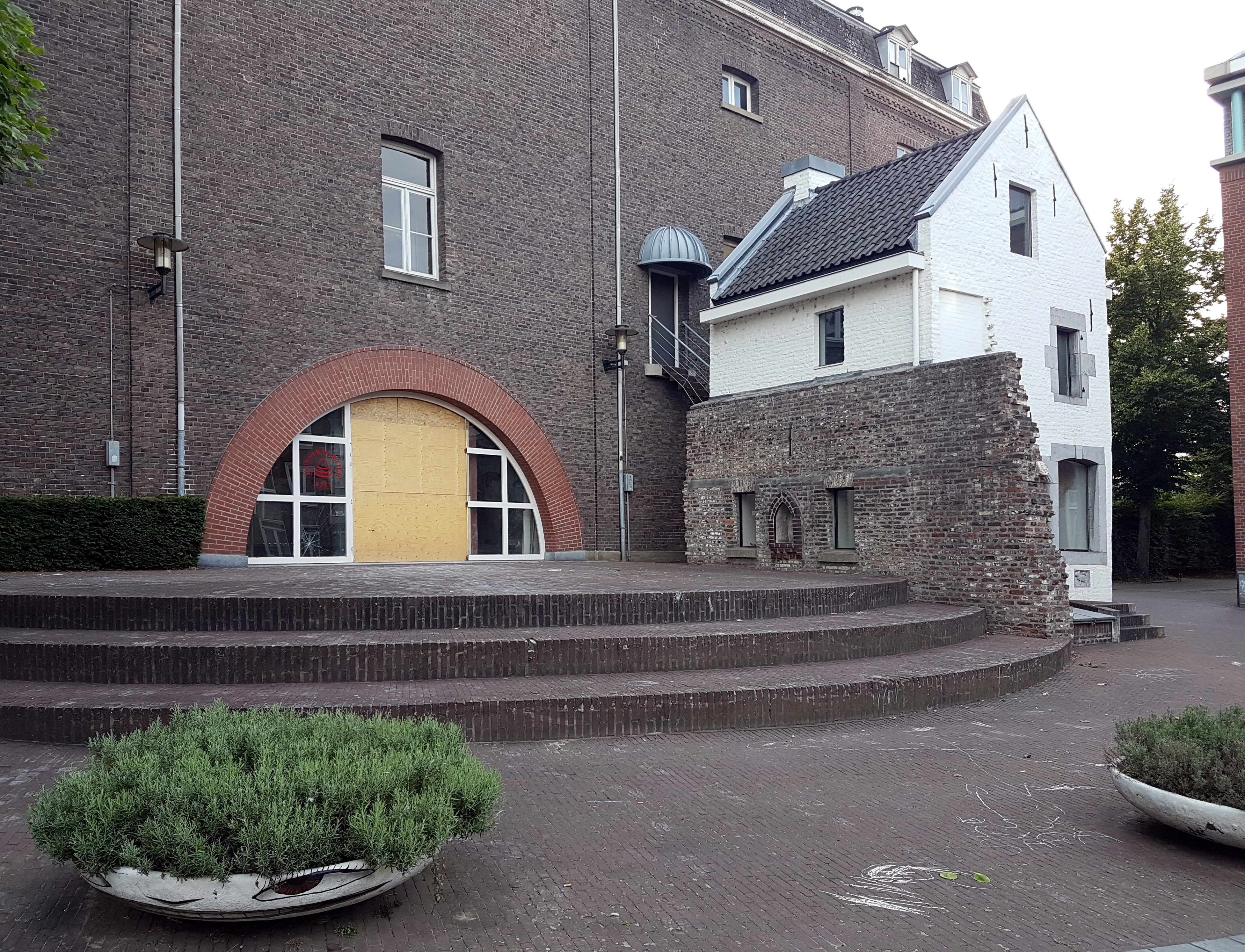
'Podium' westzijde
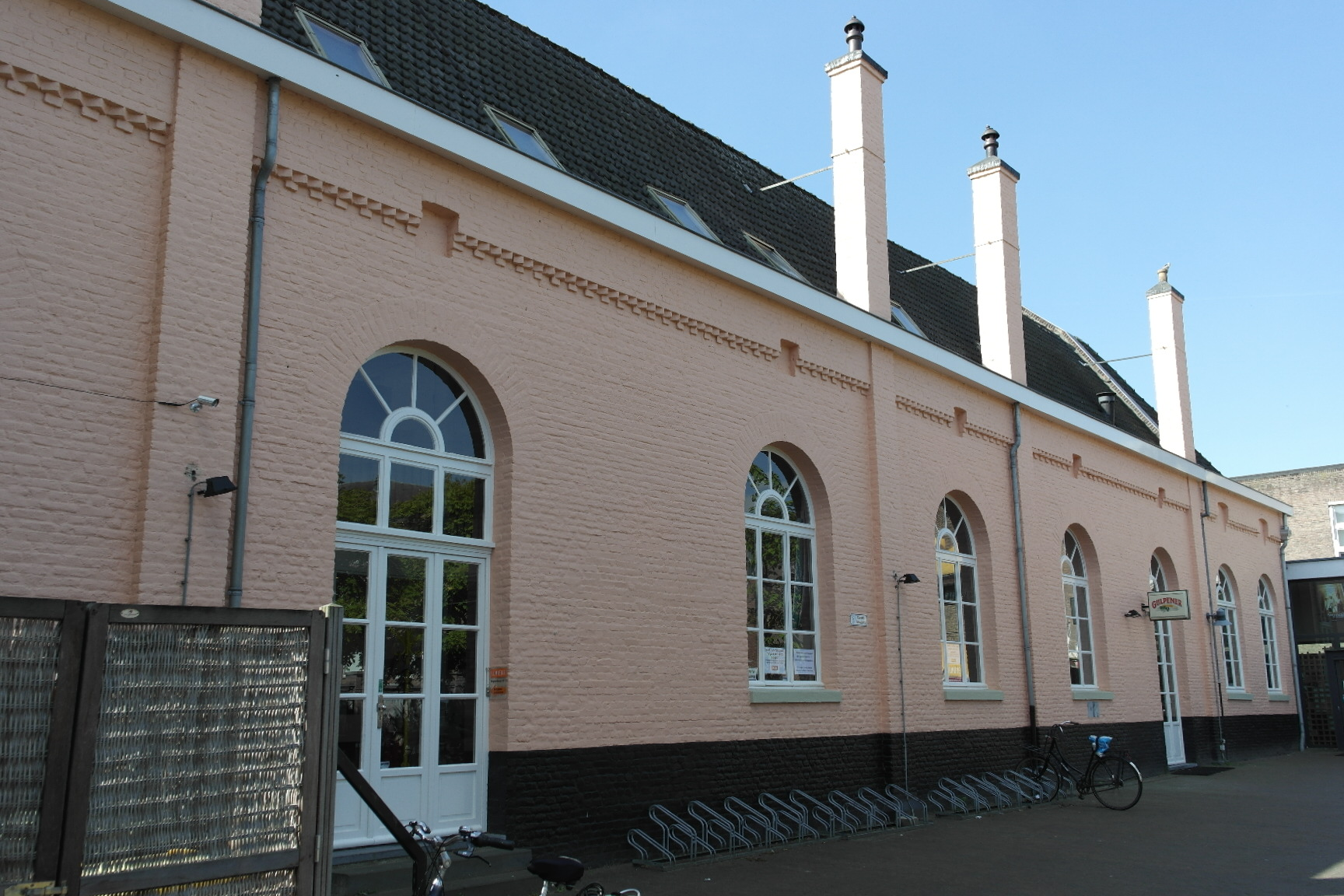
Noordvleugel
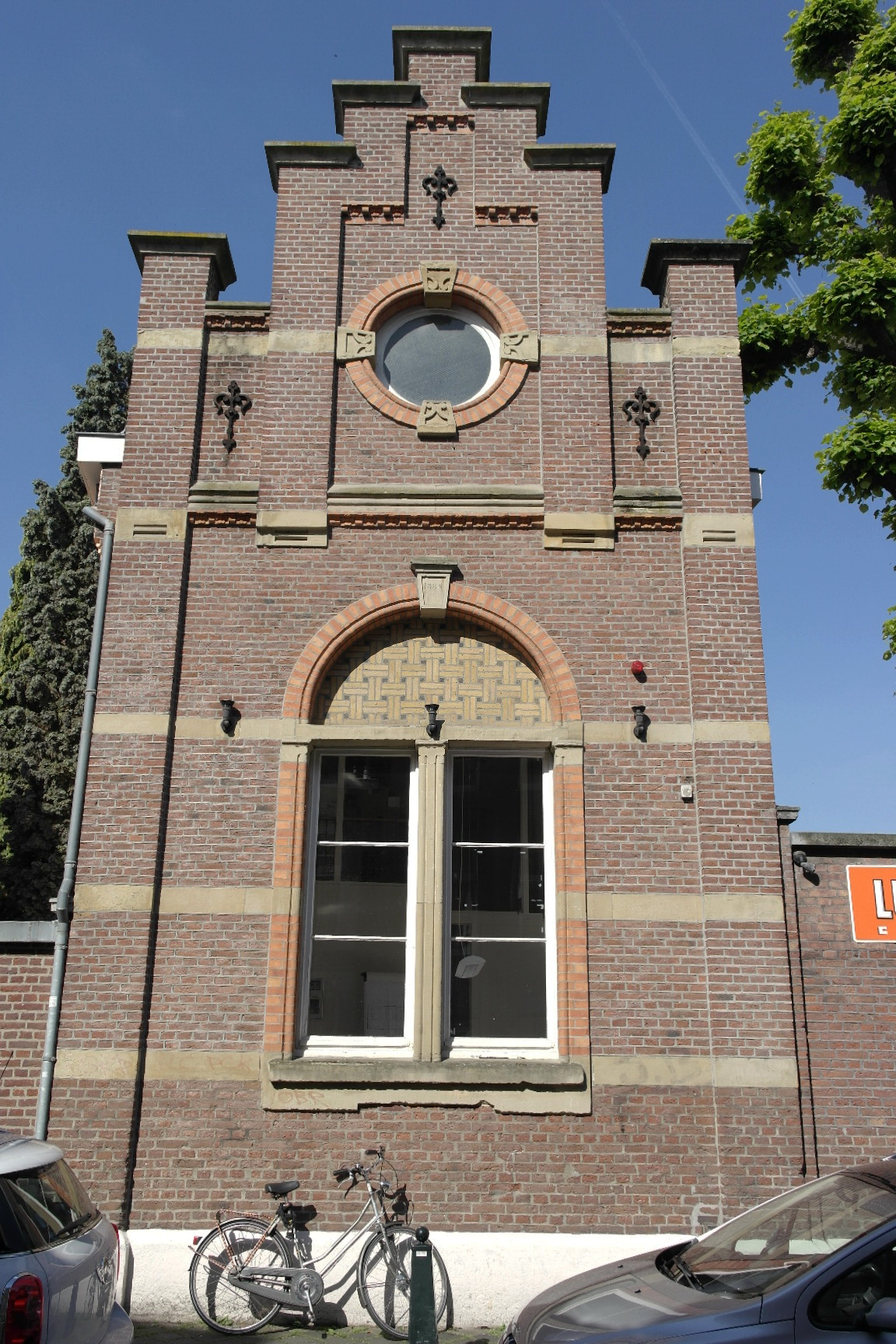
Kopgevel Bogaardenstraat